# Бач при Материји
Бач при Материји (словен. Bač pri Materiji, итал. Baccia di Matteria) је насељено место у општини Хрпеље-Козина, Обално-Крашка регија, Словенија.

## Историја
До територијалне реорганизације у Словенији био је у саставу старе општине Сежана.

## Становништво
У попису становништва из 2011. године, Бач при Материји је имао 117 становника.
| Број становника према пописима | Број становника према пописима | Број становника према пописима |
| ------------------------------ | ------------------------------ | ------------------------------ |
| 1991                           | 2002                           | 2011                           |
| 97                             | 108                            | 117                            |

Напомена: До 1955. исказивано под именом Бач.